# Гуттен-Чапский, Мариан
Граф Мариан Гуттен-Чапский (пол. Marian Hutten-Czapski; 30 марта 1816, Лахва, под Пинском — 10 июня 1875, Венцковице) — польский зоолог, пчеловод, доктор права и участник Январского восстания.

## Биография
Представитель польского шляхетского рода Гуттен-Чапских герба «Лелива». Потомок самой богатой линии семьи Чапских, получившей в наследство от Радзивиллов обширные владения в ВКЛ и на Волыни. Старший сын воеводы хелминского Станислава Гуттен-Чапского (1779—1845), племянника князя Пане Коханку, владельца Кейданов, и Софии Обухович, дочери каштеляна минского Михаила Обуховича.
Учился в Вильнюсе, в школе пиаристов в Варшаве и, наконец, в Берлине, где сдал экзамен в 1832 году. В 1833 году поступил на юридический факультет Харьковского университета, который окончил со степенью кандидата (в русской системе эквивалент доктора) права. В период до смерти отца он путешествовал по Европе, изучая искусство создания английских садов и историю, а также разведение лошади. В 1845 году занял Кейданы и достиг высоких должностей в дворянском самоуправлении, маршалка дворянства в Ковенском повете. В 1852 году был избран маршалком дворянства Ковенской губернии.
В 1863 году Мариан Гуттен-Чапский присоединился к Январскому восстанию в Польше, поддерживая повстанцев финансово. После поражения восстания он получил в 1864 году наказание в виде каторги в Сибири и провел три года в ссылке в Томске, а его литовские владения (Кейданы) были конфискованы царским правительством. В 1867—1871 годах Чапский находился в Тарту и читал лекции о пчеловодстве, которые были переведены на латышский и изданы в печати. В 1871 году он переехал в Венцковице в Прусской Познани, которое принадлежало его зятю Станиславу Брезе, и он работал там почти до самой смерти над своим произведением об истории лошади, которое было издано в 1874 году и которое по сей день является важным учебником зоологии. Он также сотрудничал со многими сельскохозяйственными журналами.
Член Виленской археологической комиссии.
Мариан Гуттен-Чапский скончался 10 июня 1875 года в Венцковице.

## Публикации
- Pod pseudonimem Józef Znamirowski: Pszczelarz polski czyli przewodnik praktyczny w zajęciach pasiecznych wyłożony przystępnie dla pojęcia braci z ludu, Poznań 1863.
- Historya powszechna konia, 1-3, Poznań 1874.
- Atlas do historyi powszechnej konia przedstawiający w LXXV tablicach typy koni rozmaitych (z własnoręcznymi rycinami), Poznań 1876.

## Семья
В 1846 году Мариан Гуттен-Чапский женился на Юстине Ростворовской (1825—1856), дочери Николая Франтишека Юзефа Ростворовского (1792—1854) и графини Анны Дзедушицкой (1788—1863). У супругов было шесть детей:
- Непомуцена Гуттен-Чапская
- Станислав Гуттен-Чапский
- Мариан Гуттен-Чапский
- Анна София Гуттен-Чапская (1850—1930), жена с 1872 года Константина Брезы (1842—1906)
- Николай Гуттен-Чапский (1856—1919)
- София Гуттен-Чапская (1856—1919), жена с 1872 года Станислава Брезы (1836—1902)[2].